# Conrad Pridy
Conrad Pridy (Vancouver, 17 luglio 1988) è un ex sciatore alpino canadese.

## Biografia
Conrad Pridy, che risiede a Calgary, ha esordito nel Circo bianco il 19 dicembre 2003 a Panorama giungendo 57º in uno slalom gigante valido ai fini del punteggio FIS. Ha debuttato in Nor-Am Cup il 12 dicembre 2004 a Lake Louise in discesa libera (80º) e in Coppa del Mondo il 26 novembre 2011 nelle medesime località e specialità, chiudendo al 59º posto. Il 28 gennaio 2012 ha colto sulla Kandahar di Garmisch-Partenkirchen in discesa libera il suo miglior piazzamento in Coppa del Mondo (25º) e il 12 febbraio successivo ha conquistato il primo successo, nonché primo podio, in Nor-Am Cup, nella discesa libera disputata ad Aspen.
L'8 febbraio 2013 ad Apex ha ottenuto in discesa libera la sua seconda e ultima vittoria in Nor-Am Cup; il 2 marzo 2014 ha disputato a Lillehammer Kvitfjell la sua ultima gara in Coppa del Mondo (49º in supergigante). Nello stesso anno ha colto a Panorama l'ultimo podio in Nor-Am Cup (2º nello slalom gigante del 13 dicembre) e ha disputato l'ultima gara in Coppa del Mondo, nella medesima località, l'ultima gara in Coppa del Mondo (51º nello slalom gigante del 19 dicembre); la sua ultima gara è stata la discesa libera di Coppa Europa del 21 gennaio 2015 a Val-d'Isère, che non ha completato. In carriera non ha preso parte né a rassegne olimpiche né iridate.

## Palmarès

### Coppa del Mondo
- Miglior piazzamento in classifica generale 135° nel 2012

### Coppa Europa
- Miglior piazzamento in classifica generale: 115º nel 2015

### Nor-Am Cup
- Miglior piazzamento in classifica generale 15° nel 2013
- 5 podi:
  - 2 vittorie
  - 2 secondi posti
  - 1 terzo posto

#### Nor-Am Cup - vittorie
| Data             | Località | Paese       | Specialità |
| ---------------- | -------- | ----------- | ---------- |
| 12 febbraio 2012 | Aspen    | Stati Uniti | DH         |
| 8 febbraio 2013  | Apex     | Canada      | DH         |

Legenda:

DH = discesa libera

### Campionati canadesi
- 1 medaglia[1]:
  - 1 bronzo (supercombinata nel 2011)